# Dvenadtsat mesjatsev (film fra 1972)
Dvenadtsat mesjatsev (russisk: Двенадцать месяцев) er en sovjetisk spillefilm fra 1972 af Anatolij Granik.

## Medvirkende
- Natalja Popova
- Marina Maltseva
- Olga Wiklandt
- Liana Zjvanija
- Nikolaj Volkov